# Tadeusz Jakubczyk
Tadeusz Jakubczyk (* 25. září 1954 Rogów) je bývalý polský fotbalista, obránce.

## Fotbalová kariéra
V polské nejvyšší soutěži hrál za Energetyk ROW Rybnik a Ruch Chorzów, nastoupil ve 213 ligových utkáních, dal 16 gólů a v roce 1979 získal s týmem Ruch Chorzów mistrovský titul. V Poháru mistrů evropských zemí nastoupil ve 2 utkáních. Za polskou reprezentaci nastoupil v roce 1977 v přátelském utkání proti Švédsku. 

## Ligová bilance
| Ročník                   | Zápasy | Góly | Klub                 |
| ------------------------ | ------ | ---- | -------------------- |
| 1. polská liga 1974/1975 | 7      | 0    | Energetyk ROW Rybnik |
| 1. polská liga 1975/1976 | 19     | 1    | Energetyk ROW Rybnik |
| 1. polská liga 1976/1977 | 24     | 2    | Energetyk ROW Rybnik |
| 1. polská liga 1977/1978 | 24     | 2    | Ruch Chorzów         |
| 1. polská liga 1978/1979 | 28     | 2    | Ruch Chorzów         |
| 1. polská liga 1979/1980 | 30     | 3    | Ruch Chorzów         |
| 1. polská liga 1980/1981 | 29     | 2    | Ruch Chorzów         |
| 1. polská liga 1981/1982 | 28     | 4    | Ruch Chorzów         |
| 1. polská liga 1982/1983 | 7      | 0    | Ruch Chorzów         |
| 1. polská liga 1983/1984 | 17     | 0    | Ruch Chorzów         |
| CELKEM 1. polská liga    | 213    | 16   |                      |